# Johann Wilhelm Hittorf
Johann Wilhelm Hittorf (Bonn, 27. ožujka 1824. – Münster, 28. rujna 1914.), njemački fizičar i kemičar. Doktorirao (1846.) na Sveučilištu u Bonnu. Bio je profesor na Sveučilištu u Münsteru (od 1847. do 1889.). U fiziku je ušao preko elektrokemije, proučavajući gibanje iona prouzročeno prolaskom električne struje kroz otopinu. Godine 1853. otkrio je da se različiti ioni mogu gibati različitim brzinama i uveo pojam prijenosnoga broja. S Juliusom Plückerom istražio je s pomoću elektronskih cijevi spektre mnogih kemijskih elemenata. Otkrio je da alotropne modifikacije mogu dati različite spektre. Proučavao je prolaz električne struje kroz razrijeđene plinove i u tu je svrhu konstruirao poseban uređaj (Hittorfova cijev). Primijetio je da se, kada se između katode i osvijetljene strane cijevi nalazi bilo kakav predmet, pojavljuje sjena toga predmeta, to jest da se u odsutnosti magnetskoga polja katodne zrake šire pravocrtno (1869.). Bio je član francuske Akademije znanosti od 1900.

## Hittorfov prijenosni broj
Hittorfov prijenosni broj (oznake t– i t+) relativna je mjera brzine kojom se ion nekog elektrolita pri elektrolizi giba prema anodi, odnosno katodi. Hittorfov prijenosni broj dan je omjerom brzine aniona v (ili kationa u) i zbroja brzina aniona i kationa, to jest Hittorfov prijenosni broj aniona:
{\displaystyle t_{-}={\frac {v}{u+v}}}
i Hittorfov prijenosni broj kationa: 
{\displaystyle t_{+}={\frac {u}{u+v}}}
gdje je:
{\displaystyle t_{+}+t_{-}=1}
Primjerice, u otopini natrijeva klorida ili kuhinjske soli (NaCl) u vodi jednak je broj pozitivnih iona natrija i negativnih iona klora. Ioni klora imaju veću električnu pokretljivost te stoga prenose više od polovice električne struje.

## Katodne i kanalne zrake
Bit negativnog elektriciteta razjasnilo je prije svega pokusno ispitivanje katodnih zraka koje je otkrio J. Plücker 1858. Te zrake su se opažale pri elekričnom izbijanju u cijevima, gdje je zrak ili plin bio isisan do vrlo niskog tlaka. U normalnim prilikama zrak gotovo nikako ne vodi električnu struju. On je električni izolator. No kad se zrak jako razrijedi, tada se najedanput opaža svjetlucanje između obiju elektroda. Od katode šire se katodne zrake. Za ispitivanje katodnih zraka stekli su velike zasluge J. W. Hittorf, W. Crookes, Varley te osobito J. J. Thomson i P. Lenard. Pokusi su otkrili ova bitna svojstva:
- katodne zrake šire se okomito na katodu u pravcima. Stavi li se ispred njih neka zapreka, u njenoj geometrijskoj sjeni ne opažaju se zrake;
- u električnom polju zrake se savijaju kao brze čestice negativnog električnog naboja;
- katodne zrake pokreću sitne listiće, na koje padnu.

Prema svim tim svojstvima fizičari su zaključili da se katodne zrake moraju sastojati od čestica iste mase i istog električnog naboja. Te čestice, kojima je masa morala biti mnogo manja od mase atoma, nazvane su elektroni. 
Danas se katodne zrake ponajčešće proizvode na način metalnog "isparavanja". Polazna je činjenica da užareni metali izbacuju elektrone. U vakuumskoj cijevi kao katoda služi užarena metalna nit. Nit isparuje elektrone u prostor. Ti elektroni imaju razmjerno male brzine. Između katode i anode ukopča se visoki električni napon, koji elektrone jako ubrzava i na taj način stvara brze elektronske struje. Brzina elektrona određena je električnim naponom između katode i anode. Kad elektron prođe električni napon U, zadobiva energiju e∙U. Ta dobivena energija očituje se u kinetičkoj energiji elektrona:
{\displaystyle {\frac {m\cdot v^{2}}{2}}=e\cdot U}
Savijanje katodnih zraka u električnom i magnetskom polju vrlo se dobro tumačilo predodžbom, da se one sastoje od čestica određene mase i električnog naboja koje se kreću po poznatom Newtonovom zakonu gibanja. Međutim, ispitivanja vrlo brzih elektrona ipak pokazuju svojstvena odstupanja od Newtonove mehanike. Tako se masa elektrona naglo povećava kad se brzina elektrona v približava brzini svjetlosti c. Masu sporog elektrona ili, bolje rečeno, masu elektrona u mirovanju označit ćemo s m, a masu elektrona u gibanju s m’. Prema ispitivanjima dobiva se:
{\displaystyle m'={\frac {m}{\sqrt {1-{\frac {v^{2}}{c^{2}}}}}}\,}
Promjene mase su neznatne, dok je brzina tijela mala prema brzini svjetlosti. Tek kad se brzine približe brzini svjetlosti, opažaju se odstupanja od klasične mehanike.
Neosporno je da elektroni moraju biti sastavni dijelovi atoma. Budući da su atomi kao cjelina neutralni, to moraju sadržavati i pozitivan elektricitet. Veza pozitivnog elektriciteta s atomima najjasnije se očitavala u ispitivanju kanalnih zraka što ih je otkrio Eugen Goldstein. 
Goldstein je ispitivao katodne zrake u staklenoj cijevi u kojoj je plin bio vrlo razrijeđen. Kako smo prije spomenuli, pri vrlo niskom tlaku šire se od katode katodne zrake. Goldstein je 1886. došao na misao da načini rupu u katodi. U prostoru iza kanala u katodi šire se tada nove zrake. Zrake nose pozitivan električni naboj. Budući da prolaze kroz kanal katode, dobile su naziv kanalne zrake. 
Sličnom metodom kao kod elektrona mogla se odrediti masa čestica kanalnih zraka. Mjerenja su pokazala da se mase čestica u kanalnim zrakama podudaraju s masama s masama kemijskih atoma. Kanalne zrake struje su pozitivnih iona. Postanak kanalnih zraka možemo lako objasniti. Pri električnom izbijanju nastaje uvijek u razrijeđenom plinu velik broj pozitivnih iona. To su atomi kojima se otkinuo jedan ili dva ili više elektrona. Kako ti atomi nose pozitivan naboj, to ih katoda koja je negativno nabijena jako privuče. Pozitivni ioni pojure prema katodi. No kako postignu velike brzine, projure kroz kanal katode u prostor iza katode. Tu se dalje kreću konstantnom brzinom. Kakvim plinom napunimo staklenu cijev, takve ione imat ćemo u kanalnim zrakama. 
Kanalne zrake s najlakšim česticama su vodikovi ioni. Vodikovi ioni imaju električni naboj +e. Veći naboj ne mogu imati. U tom pogledu kanalne zrake vodika naliče na katodne zrake. Pozitivni vodikovi ioni dobili su ime protoni.